# Cestiska
Cestiska jsou přírodní památka u Březová u Uherského Brodu v okrese Uherské Hradiště. Spravuje ji CHKO Bílé Karpaty.

## Důvod ochrany
Důvodem ochrany jsou opuštěné pastviny s jalovcem a vzácnými rostlinnými druhy.

## Geologie
Karpatský flyš s půdou jílovitohlinitou, místy erodovanou na kamenité podloží.

## Flóra
Z ohrožených druhů rostlin se zde vyskytuje kozinec dánský (Astragalus danicus), ostřice ptačí nožka (Carex ornithopoda), pětiprstka žežulník (Gymnadenia conopsea), vstavač kukačka (Anacamptis morio), hlavinka horská (Traunsteinera globosa), vemeník dvoulistý (Platanthera bifolia), hořec křížatý (Gentiana cruciata), vstavač vojenský (Orchis militaris).